# Sergio Slipak
Sergio David Slipak, (Buenos Aires, 28 de juliol de 1965), és un jugador i entrenador d'escacs argentí, que té el títol de Gran Mestre des de 2001.
A la llista d'Elo de la FIDE del juliol de 2020, hi tenia un Elo de 2402 punts, cosa que en feia el jugador número 36 (en actiu) de l'Argentina. El seu màxim Elo va ser de 2521 punts, a la llista de gener de 1999 (posició 348 al rànquing mundial).

## Resultats destacats en competició
Ha estat tres vegades subcampió del Campionat absolut de l'Argentina, els anys 1998 (el campió fou Pablo Ricardi), 2002 (el campió fou Martín Labollita), i 2012 (el campió fou Martín Lorenzini).
Va participar representant a l'Argentina en una olimpíada d'escacs l'any 2002 a Bled i en un Campionat Panamericà d'escacs per equips l'any 1995, a Cascavel, tot aconseguint-hi la medalla d'argent per equips i la medalla d'or individual al tercer tauler.
Va guanyar el Torneig obert del Mar del Plata els anys 1995, 1999 i 2001.

## Obra
Slipak ha escrit el següent llibre d'escacs:
- Secretos del ajedrez argentino (1992-1999), editorial Ajedrez Martelli, que mostra una ressenya dels Campionats argentins jugats en el període 1992-1999.